# 李乾元
李 乾元（り かんげん、1942年3月 - ）は、中国人民解放軍の軍人。元蘭州軍区司令員。河南省林県出身。最終階級は、上将。

## 略歴
1959年9月、蘭州紡績機械学院に入学。1961年7月、中国人民解放軍に入隊。1963年5月、中国共産党に入党。小隊長、師団作訓科参謀、副科長を歴任。1976年、連隊参謀長に任命され、その後、副連隊長、連隊長を歴任。1980年、解放軍軍事学院で学ぶ。1982年、師団师参謀長に任命。1983年、陸軍第1軍副参謀長。1985年、第1集団軍軍長、党委副書記。1988年、少将。1990年7月、広州軍区副参謀長。
1994年12月、蘭州軍区参謀長。1996年、中将。1999年6月、蘭州軍区副司令員、同年9月、司令員に任命。2004年、上将に昇進。
2007年軍を退役し、蘭州軍区司令員は王国生に交代した。
中共第14、第15回中央候補委員、第16回中央委員に選出される。